# Slag bij Novara (1849)
De Slag bij Novara of Slag bij Bicocca (Bicocca was een buurtschap van Novara) was een van de oorlogshandelingen tussen het Keizerrijk Oostenrijk en het Koninkrijk Sardinië tijdens de Eerste Italiaanse Onafhankelijkheidsoorlog, in het tijdperk van de Italiaanse eenwording. De slag duurde van de ochtend van 22 maart 1849 tot de zonsondergang van 23 maart en resulteerde in het zware verlies en de terugtrekking van het Sardijnse leger.
Na de nederlaag trad koning Karel Albert van Sardinië af ten gunste van zijn zoon Victor Emanuel II.